# Kanton Cognin
Kanton Cognin (francouzsky Canton de Cognin) je francouzský kanton v departementu Savojsko v regionu Rhône-Alpes. Tvoří ho šest obcí.

## Obce kantonu
- Cognin
- Jacob-Bellecombette
- Montagnole
- Saint-Cassin
- Saint-Sulpice
- Vimines